# Porto Rico ai Giochi della XXIII Olimpiade
Porto Rico partecipò ai Giochi della XXIII Olimpiade, svoltisi a Los Angeles, Stati Uniti, dal 28 luglio al 12 agosto 1984, con una delegazione di 51 atleti impegnati in tredici discipline.